# Caleta Buena
Caleta Buena es una localidad chilena, actualmente deshabitada, ubicada en la comuna de Huara, Provincia de Tarapacá, Región de Tarapacá. Se ubica a 30 km al sur de Pisagua y a 31 km al norte de Iquique. Geográficamente es una pequeña ensenada.

## Fundación

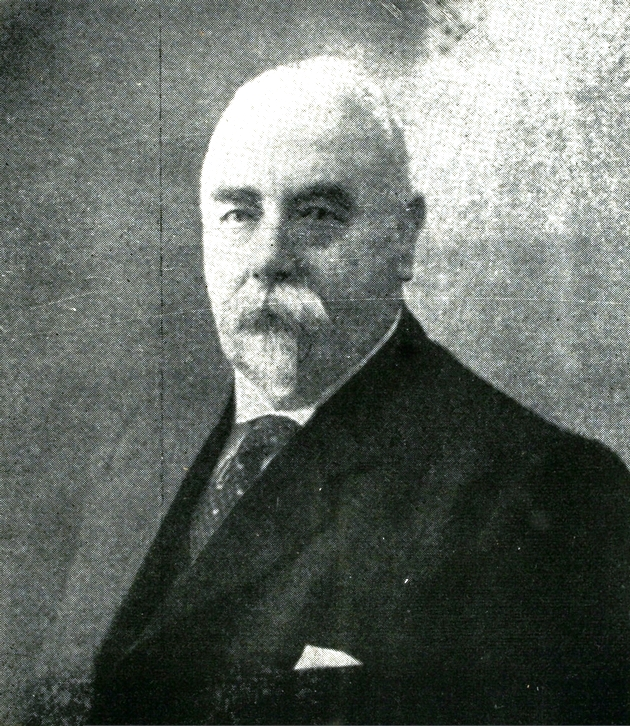
James Thomas Humberstone, más conocido como Santiago Humberstone, fundador de Caleta Buena

Fue fundada el 15 de agosto de 1888 por Santiago Humberstone para embarcar salitre proveniente de la oficina salitrera Agua Santa. Sin embargo, antes de ser bautizada como Caleta Buena, sus lugareños ya la conocían como Caleta Rabo de Ballena.
En 1891 se creó la comuna de Caleta Buena, cuyas oficinas públicas estaban representadas por una subdelegación rural con dos distritos: Alto de Caleta Buena y Bajo de Caleta Buena, cada uno con un juez y su receptor.

## Instalaciones
Ya en 1881 se había construido, por parte de Humberstone, el primero de los funiculares que conectaba el puerto con el sector alto, hasta donde llegaban los carros con salitre desde las oficinas ubicadas hacia el interior. El 14 de enero de 1882 fue autorizada la construcción de otro funicular o ascensor que conectara el sector alto con Caleta Buena, esta vez a cargo de Campbell, Jones y Cía, así como también se inició la construcción de un camino para carretas entre Agua Santa y la caleta.
En 1901 se instaló una escuela elemental en Bajo Caleta Buena y una escuela mixta en Alto Caleta Buena. La localidad llegó a contar además con un cuartel de policía, iglesia católica, teatro, una aduana con personal completo y una oficina de Correos en el Alto.
Hacia 1906 tenía una gran variedad de establecimientos comerciales, entre las que se contaban 9 almacenes de abarrotes, 3 de mercaderías surtidas, 2 boticas, 6 fondas, una carnicería, una panadería, una relojería, una zapatería, un consultorio médico y un agente de aduana.

## Cierre y abandono
En 1929 fue afectada por un voraz incendio que se inició durante la proyección cinematográfica en el teatro de la localidad. En la década de 1930, debido a la gran depresión y a la crisis del salitre, la compañía salitrera Agua Santa vende todos sus activos al Estado de Chile.
En 1940, producto de fuertes lluvias, un aluvión destruyó gran parte de lo que aún quedaba del poblado, siendo abandonado.
|                                          |
| Caleta Buena el 13 de septiembre de 1902 |

|                                                 |
| Planos inclinados de Caleta Buena (misma fecha) |

## Conectividad
Entre 1890 y 1931 el sector alto de Caleta Buena fue una de las cabeceras del Ferrocarril de Agua Santa, destinado principalmente a transportar salitre desde diversas oficinas ubicadas en el sector de Agua Santa hasta el puerto, en el último tramo mediante los funiculares construidos a partir de 1881.
A través de la ruta A-514, la localidad se conecta a las ciudades de Alto Hospicio y Pisagua.
Durante las realizaciones de los Rally Dakar de 2011 y Rally Dakar de 2014, la competencia contempló un tramo entre Caleta Buena y Pisagua.